# FAトロフィー
FAチャレンジ・トロフィー (英: The Football Association Challenge Trophy、スポンサー名義でいすゞFA Trophy）は、イングランドで行われている男子サッカーのカップ戦。1969年創設。イギリスのフットボール・アソシエーションの名を冠に、FAトロフィーと通称される勝ち残り式トーナメントである。
イングランドのサッカーリーグにおける5部相当から8部相当のリーグに所属するクラブによって争われる。つまり、セミプロのフットボールカンファレンスの全2部、ノーザンプレミアフットボールリーグの全2部、サザンフットボールリーグの全2部、イスミアンフットボールリーグの全2部が参加する。
創立の1969年当時、プロリーグに加盟していないリーグ外クラブ（英語）のうち、選手に給与を払うセミプロのクラブにはFAアマチュアカップへの出場資格がなかった。年月を経ると資格要件が何度か見直され、2008シーズンからナショナルリーグ制度のステップ1–4に参戦するクラブを受け入れている。言い換えると、イングランドのリーグ制度イングランドサッカーのリーグ構成全体に照らして5部–8部のクラブに資格がある。ナショナルに加え、地域別のサザン、イスミアンとノーザンプレミアの各リーグを総括するナショナルリーグ、サザンリーグ、イスミアンリーグ、ノーザンプレミアリーグからクラブが参戦する。
決勝戦はウェンブリー・スタジアムを会場にしており、初回から同スタジアムの改修期間が始まる2000年まで固定され、臨時に使った競技場から、2007年には古巣に戻っている。FAトロフィーの最多獲得クラブの座は、ワーキング Woking（英語）とスカボロー Scarborough（英語）およびテルフォード・ユナイテッド Telford United（英語）が同数の3回で並ぶ（両者はどちらも廃部済み）。
2020–21シーズンの覇者ホーンチャーチは2021年5月22日に ヘレフォードをやぶってトロフィーを持ち帰った。

## 沿革

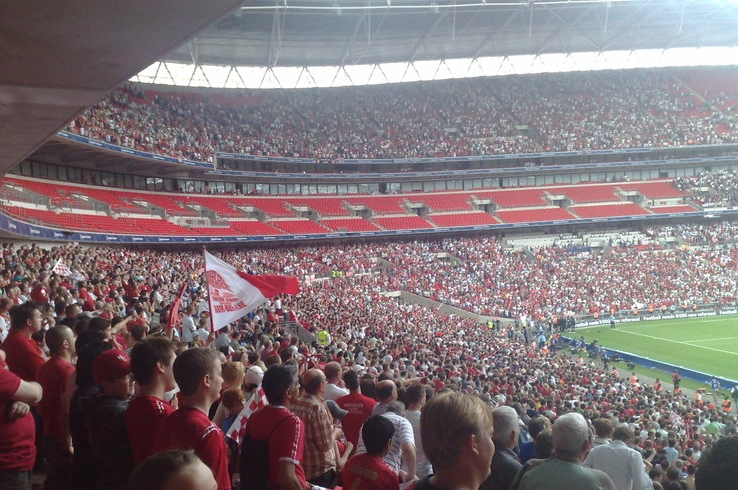
Ebbsfleet United のファン (2008シーズン決勝)

フットボール・アソシエーションによる1969年の設立意図として、この試合はセミプロフェッショナルのチームに憧れのウェンブリー・スタジアムで試合をするチャンスを設けることが織り込まれた。完全なアマチュアであれば歴史の長いFAアマチュアカップを目指せるものの、プロフェッショナル・リーグに加盟しない、つまりノンリーグのクラブがアマチュアカップを目指したくても、選手に何らかの形で給与なり支給金を渡すと規定に適合しないためカップ戦の参加が認められないという背景があったからである。初代優勝クラブは、決勝でテルフォード・ユナイテッド（英語） (サザンリーグ) を抑えたマクルズフィールド・タウン (ノーザンプレミアフットボールリーグ) である。その後の10年間、ノーザンプレミアリーグの所属クラブ群は王座を独占し、唯一のサザンリーグ配下として旧テルフォード・ユナイテッドがトロフィーを得ている。当トロフィーは初期こそ、すでに安定していたアマチュアカップほどの評価を得られず時期を待つこととなる。
FA は1974年、プロフェッショナルとアマチュアの違いを定めた公的規定をやめること、あわせてアマチュアカップを廃止すると公表、それから間もなく当トロフィーの登録クラブは300件に達した。加盟数は1991年にかけてじりじりと減り、120クラブ前後に落ち着く。その間、FA は1978に当トロフィーの開催日をFAカップ決勝戦実施の直後の土曜日に移動した。以前はクラブリーグとの日程の衝突のせいでトロフィーが得るはずの名声は足を引っ張られていたが、その課題を解決しつつ、トロフィー決勝日までの選手の休養期間を延ばした。

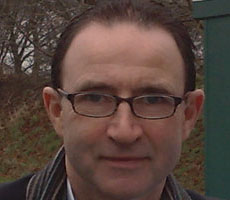
マーティン・オニールはウィコム・ワンダラーズをトロフィー2勝に導いた。

サザンとノーザンの両プレミアリーグは1979年、新アライアンス・プレミアリーグに収容され、両リーグのクラブがトロフィーを独占した1980年代に、1980–81シーズン（英語）のみ番狂わせがあった。格下のビショップズ・ストートフォー (イスミアン・リーグ1部) から予選ラウンドに参加し、12試合を勝ち上がって決勝に進むとサットン・ユナイテッドを敗退させた。
テルフォード・ユナイテッド（英語）は1989年の優勝により、トロフィー3冠を達成した2番目のクラブとなった。トロフィーを複数回得たクラブは、1990年から2000年の10年間に3つ増える。選手出身のマーティン・オニール (元北アイルランド代表選手) は監督のキャリアで３クラブ目のウィコム・ワンダラーズを率いると2勝に導き、やはり元選手のジェフ・チャッペル Geoff Chapple（英語）は7年という期間にキングストニアンに2勝、ウォーキングに3勝をもたらした。
チャップル監督時代の成功を受け、マーク・スティムソン（英語）を監督に迎えた。グレイズ・アスレティック (2005、2006シーズン) に続き、2007年には転任先のスティブネイジ・ボロにトロフィーをもたらしており、3年連続でトロフィーを手にした監督は初めてであった。
UMBROは2001年時点で冠スポンサーになり、2007-08シーズンにCarlsbergが冠となった。

## 会場

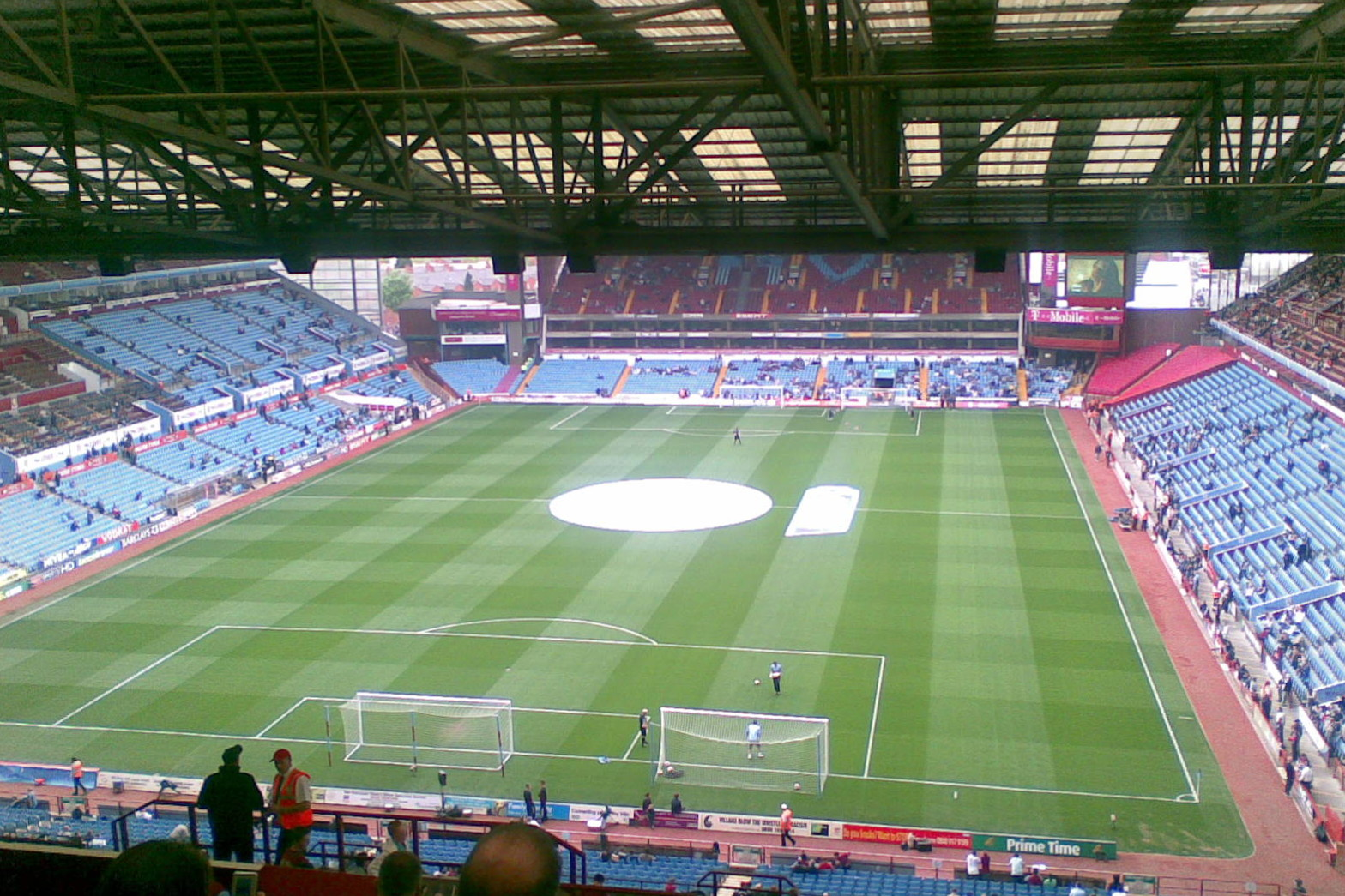
トロフィーの行方を決めた臨時会場のヴィラ・パーク (2001年-2005年)

決勝戦は伝統的に初回からウェンブリー・スタジアムで催され、その改修工事の期間は臨時にヴィラ・パークに移された。また他にウェストハム・ユナイテッドの本拠地ブーリン・グラウンドでも開いた。
決勝戦は2007年に新装したウェンブリー・スタジアムに戻ると、記録破りの観客5万3262人の目前でスティヴネイジが キダーミンスター・ハリアーズを下した。

## 歴代優勝クラブ
凡例
| (R) | 再試合                     |
|     | 延長戦で決した試合         |
|     | 延長戦後のPK戦で決した試合 |

### 過去の成績
| シーズン    | 優勝                                 | スコア | 準優勝                               | 会場                          |
| ----------- | ------------------------------------ | ------ | ------------------------------------ | ----------------------------- |
| 1969-70     | マクルズフィールド・タウン           | 2-0    | テルフォード・ユナイテッドFC（英語） | ウェンブリー・スタジアム (旧) |
| 1970-71     | テルフォード・ユナイテッドFC（英語） | 3-2    | ヒリンドン・ボロ                     | ウェンブリー・スタジアム (旧) |
| 1971-72     | スタッフォード・レンジャーズ         | 3-0    | バーネット                           | ウェンブリー・スタジアム (旧) |
| 1972-73     | スカボローFC（英語）                 | 2-1 *  | ウィガン・アスレティック             | ウェンブリー・スタジアム (旧) |
| 1973-74     | モアカム                             | 2-1    | ダートフォード                       | ウェンブリー・スタジアム (旧) |
| 1974-75     | マトロック・タウン                   | 4-0    | スカボローFC（英語）                 | ウェンブリー・スタジアム (旧) |
| 1975-76     | スカボローFC（英語）                 | 3-2 *  | スタッフォード・レンジャーズ         | ウェンブリー・スタジアム (旧) |
| 1976-77     | スカボローFC（英語）                 | 2-1    | ダゲナム                             | ウェンブリー・スタジアム (旧) |
| 1977-78     | アルトリンチャム                     | 3-1    | レザーヘッド(リアザーヘッド)         | ウェンブリー・スタジアム (旧) |
| 1978-79     | スタッフォード・レンジャーズ         | 2-0    | ケタリング・タウン                   | ウェンブリー・スタジアム (旧) |
| 1979-80     | ダゲナム                             | 2-1    | モスリー                             | ウェンブリー・スタジアム (旧) |
| 1980-81     | ビショップズ・ストートフォード       | 1-0    | サットン・ユナイテッド               | ウェンブリー・スタジアム (旧) |
| 1981-82     | エンフィールド                       | 1-0 *  | アルトリンチャム                     | ウェンブリー・スタジアム (旧) |
| 1982-83     | テルフォード・ユナイテッドFC（英語） | 2-1    | ノースウィッチ・ヴィクトリア         | ウェンブリー・スタジアム (旧) |
| 1983-84     | ノースウィッチ・ヴィクトリア         | 1-1 *  | バンガー・シティ                     | ウェンブリー・スタジアム (旧) |
| 1983-84 (R) | ノースウィッチ・ヴィクトリア         | 2-1    | バンガー・シティ                     | ヴィクトリア・グラウンド      |
| 1984-85     | ウィールドストーン                   | 2-1    | ボストン・ユナイテッド               | ウェンブリー・スタジアム (旧) |
| 1985-86     | アルトリンチャム                     | 1-0    | ランコーン（英語）                   | ウェンブリー・スタジアム (旧) |
| 1986-87     | キダーミンスター・ハリアーズ         | 0-0 *  | バートン・アルビオン                 | ウェンブリー・スタジアム (旧) |
| 1986-87 (R) | キダーミンスター・ハリアーズ         | 2-1    | バートン・アルビオン                 | ザ・ホーソンズ                |
| 1987-88     | エンフィールド                       | 0-0 *  | テルフォード・ユナイテッドFC（英語） | ウェンブリー・スタジアム (旧) |
| 1987-88 (R) | エンフィールド                       | 3-2    | テルフォード・ユナイテッドFC（英語） | ザ・ホーソンズ                |
| 1988-89     | テルフォード・ユナイテッドFC（英語） | 1-0 *  | マクルズフィールド・タウン           | ウェンブリー・スタジアム (旧) |
| 1989-90     | バロー                               | 3-0    | リーク・タウン                       | ウェンブリー・スタジアム (旧) |
| 1990-91     | ウィコム・ワンダラーズ               | 2-1    | キダーミンスター・ハリアーズ         | ウェンブリー・スタジアム (旧) |
| 1991-92     | コルチェスター・ユナイテッド         | 3-1    | ウィットン・アルビオン               | ウェンブリー・スタジアム (旧) |
| 1992-93     | ウィコム・ワンダラーズ               | 4-1    | ランコーン（英語）                   | ウェンブリー・スタジアム (旧) |
| 1993-94     | ウォキング                           | 2-1    | ランコーン（英語）                   | ウェンブリー・スタジアム (旧) |
| 1994-95     | ウォキング                           | 2-1 *  | キダーミンスター・ハリアーズ         | ウェンブリー・スタジアム (旧) |
| 1995-96     | マクルズフィールド・タウン           | 3-1    | ノースウィッチ・ヴィクトリア         | ウェンブリー・スタジアム (旧) |
| 1996-97     | ウォキング                           | 1-0 *  | ダゲナム・アンド・レッドブリッジ     | ウェンブリー・スタジアム (旧) |
| 1997-98     | チェルトナム・タウン                 | 1-0    | サウスポート                         | ウェンブリー・スタジアム (旧) |
| 1998-99     | キングストニアン                     | 1-0    | フォレストグリーン・ローヴァーズ     | ウェンブリー・スタジアム (旧) |
| 1999-00     | キングストニアン                     | 3-2    | ケタリング・タウン                   | ウェンブリー・スタジアム (旧) |
| 2000-01     | キャンヴェイ・アイランド             | 1-0    | フォレストグリーン・ローヴァーズ     | ヴィラ・パーク                |
| 2001-02     | ヨーヴィル・タウン                   | 2-0    | スティヴネイジ                       | ヴィラ・パーク                |
| 2002-03     | バースコー                           | 2-1    | タムワース                           | ヴィラ・パーク                |
| 2003-04     | ヘドネスフォード・タウン             | 3-2    | キャンヴェイ・アイランド             | ヴィラ・パーク                |
| 2004-05     | グレイズ・アスレティック             | 1-1 †  | ハックナル・タウン                   | ヴィラ・パーク                |
| 2005-06     | グレイズ・アスレティック             | 2-0    | ウォキング                           | ブーリン・グラウンド          |
| 2006-07     | スティヴネイジ                       | 3-2    | キダーミンスター・ハリアーズ         | ウェンブリー・スタジアム (新) |
| 2007-08     | エブスフリート・ユナイテッド         | 1-0    | トーキー・ユナイテッド               | ウェンブリー・スタジアム (新) |
| 2008-09     | スティヴネイジ                       | 2-0    | ヨーク・シティ                       | ウェンブリー・スタジアム (新) |
| 2009-10     | バロー                               | 2-1 *  | スティヴネイジ                       | ウェンブリー・スタジアム (新) |
| 2010-11     | ダーリントン                         | 1-0 *  | マンスフィールド・タウン             | ウェンブリー・スタジアム (新) |
| 2011-12     | ヨーク・シティ                       | 2-0    | ニューポート・カウンティ             | ウェンブリー・スタジアム (新) |
| 2012-13     | レクサム                             | 1-1 †  | グリムズビー・タウン                 | ウェンブリー・スタジアム (新) |
| 2013-14     | ケンブリッジ・ユナイテッド           | 4-0    | ゴスポート・バラFC（英語）           | ウェンブリー・スタジアム (新) |
| 2014-15     | ノース・フェリビー・ユナイテッド     | 3-3 †  | レクサム                             | ウェンブリー・スタジアム (新) |
| 2015-16     | ハリファクス・タウン                 | 1-0    | グリムズビー・タウン                 | ウェンブリー・スタジアム (新) |
| 2016-17     | ヨーク・シティ                       | 3-2    | マクルズフィールド・タウン           | ウェンブリー・スタジアム (新) |
| 2017-18     | ブラックリー・タウン                 | 1-1 †  | ブロムリー                           | ウェンブリー・スタジアム (新) |
| 2018-19     | フィルド                             | 1-0    | レイトン・オリエント                 | ウェンブリー・スタジアム (新) |
| 2019-20     | Harrogate Town                       | 1–0    | Concord Rangers                      | ウェンブリー・スタジアム (新) |
| 2020-21     | コンコード・レンジャーズ             | 0–1    | ハローゲート・タウン                 | ウェンブリー・スタジアム (新) |
| 2021–22     | Bromley                              | 1–0    | Wrexham                              | ウェンブリー・スタジアム (新) |
| 2022–23     | FC Halifax Town                      | 1–0    | Gateshead                            | Wembley Stadium (new)         |
| 2023–24     | Gateshead                            | †2–2 † | Solihull Moors                       | Wembley Stadium (new)         |
| 2024–25     | Aldershot Town                       | 3–0    | Spennymoor Town %                    | Wembley Stadium (new)         |

## メディアの報道
2004–05シーズンからスカイ・スポーツがFAトロフィーの独占放映権を得ている。2007年の契約更改により、FA は2008–09シーズンから放映権を Setanta Sports（英語）と契約する。2013年3月の記者発表で Wrexham と Grimsby Town の同年の決勝戦は、S4C が放映すると公表された。
2015 FA トロフィー決勝（英語）の生放送はBT Sportが担い、同社は翌2016年5月22日にも FC Halifax Town（英語） 対 Grimsby Town（英語） 戦をライブで放送、ダブルヘッダーとして催された2016 FA Vase Finalと両方を電波に載せた。